# Evangelista Alcimar Caldas Magalhães
Evangelista Alcimar Caldas Magalhães (ur. 2 lutego 1940 w Benjamin Constant, zm. 20 czerwca 2021 w Manaus) – brazylijski duchowny rzymskokatolicki, w latach 1990-1991 prałat terytorialny i 1991-2015 biskup Alto Solimões.

## Życiorys
Święcenia kapłańskie przyjął 9 lipca 1967. 3 września 1981 został prekonizowany biskupem Carolina. Sakrę biskupią otrzymał 25 października 1981. 12 września 1990 został mianowany prałatem terytorialnym Alto Solimões, a 14 sierpnia 1991 został podniesiony do godności biskupa diecezjalnego. 20 maja 2015 przeszedł na emeryturę.